# Laura Neiva
Laura Neiva (San Paolo, 21 settembre 1993) è un'attrice e modella brasiliana.

## Biografia
Nata a San Paolo, ha ricoperto il suo primo ruolo da protagonista nel film À deriva diretto da Heitor Dhalia affiancando il francese Vincent Cassel, la brasiliana americana Camilla Belle e la connazionale Débora Bloch. Il suo secondo film è stato il blockbuster E Aí ... Comeu?
Il suo successo ha attirato l'attenzione dell'industria della moda: dopo essere stata volto immagine dei marchi Corello e Fillity, nel 2012 è stata assunta dallo stilista Karl Lagerfeld per lavorare come modella brasiliana di Chanel.
L'attrice ha recitato nel remake del 2013 della telenovela Saramandaia nei panni di Stela Rosado. Ha poi interpretato la lesbica Betina nel remake del 2014 della telenovela O Rebu del 1974.